# Campionat d'Europa de billar pentatló
El Campionat d'Europa de billar pentatló fou un torneig de billar en la modalitat de pentatló, organitzat per la Confédération Européenne de Billard.

## Historial
Font:
| Any  | Seu              | Campió                 | P.     | Finalista              | P.     |
| ---- | ---------------- | ---------------------- | ------ | ---------------------- | ------ |
| 1954 | València         | Joaquim Domingo        | 30,60  | Jos Vervest            | 28,95  |
| 1970 | Múrcia           | Raymond Ceulemans      | 196,42 | José Gálvez            | 75,90  |
| 1971 | Amersfoort       | Ludo Dielis            | 419,66 | Raymond Ceulemans      | 519,88 |
| 1973 | Deurne           | Raymond Ceulemans      | 286,35 | Ludo Dielis            | 280,17 |
| 1977 | Krefeld          | Ludo Dielis            | 152,61 | Dieter Müller          | 106,66 |
| 1978 | Moyeuvre-Grande  | Christ van der Smissen | 210,44 | Raymond Ceulemans      | 225,46 |
| 1979 | Lovaina          | Raymond Ceulemans      | 260,48 | Christ van der Smissen | 137,33 |
| 1980 | Heeswijk-Dinther | Dieter Müller          | 114,62 | Thomas Wildförster     | 100,04 |